# Melicerita articulata
Melicerita articulata är en mossdjursart som beskrevs av Jean-Loup d'Hondt och Gordon 1999. Melicerita articulata ingår i släktet Melicerita och familjen Cellariidae. Inga underarter finns listade i Catalogue of Life.